# مرکز رادار برد بلند پوینت بارو
 مرکز رادار برد بلند پوینت بارو (به انگلیسی: Point Barrow Long Range Radar Site) یک فرودگاه نظامی است که یک باند فرود شن دارد و طول باند آن ۱۴۷۲ متر است. این فرودگاه در کشور ایالات متحده آمریکا قرار دارد .